# Ťin-ša-ťiang
Ťin-ša-ťiang (čínsky pchin-jinem Jinsha Jiāng, znaky 金沙江, řeka Zlatých písků) je čínský název horního toku Jang-c’-ťiang, respektive její horní tok, či hlavní zdrojnice. Tento název nese od soutoku řek Tchung-tchien a Pa-tchang v provincii Čching-chaj po vlastní soutok s Min-ťiang u města I-pin v S’-čchuanu. Teče čínskými provinciemi Čching-chaj, Tibetská autonomní oblast, S’-čchuan a Jün-nan. 

## Přehrady
Ťin-ša-ťiang má značný hydroenergetický potenciál. V březnu 2014 bylo na řece dokončeno, rozestavěno nebo naplánováno celkem 25 přehrad. Od dokončení přehrady Baihetan (Paj-che-tchan) v roce 2020 stojí na toku 5 elektráren ze seznamu 35 největších vodních elektráren světa.
- přehrada Xiangjiaba (Siang-ťia-pa) – dokončená, 7750 MW
- přehrada Xiluodu (Si-luo-tu) – dokončená, 13860 MW
- přehrada Baihetan (Paj-che-tchan) – dokončená, 16000 MW
- přehrada Wudongde (Wu-tung-te) – dokončená, 10200 MW
- přehrada Guanyinyan (Kuan-jin-jen) – dokončená, 3000 MW
- přehrada Ludila (Lu-ti-la) – dokončená, 2160 MW
- přehrada Longkaikou (Lung-kchaj-kchou) – dokončená, 1800 MW
- přehrada Jinanqiao (Ťi-nan-čchiao) – dokončená, 2400 MW
- přehrada Ahai (A-chaj) – dokončená, 2000 MW
- přehrada Liyuan (Li-jüan) – dokončená, 2400 MW